# Stegasteridae
De Stegasteridae zijn een familie van uitgestorven zee-egels (Echinoidea) uit de orde Holasteroida.

## Geslachten
- Entomaster Gauthier, 1888 †
- Guettaria Gauthier, 1888 †
- Jeronia Seunes, 1888 †
- Lampadaster Cotteau, 1889 †
- Seunaster Lambert, 1912 †
- Stegaster Pomel, 1883 †
- Tholaster Seunes, 1891 †